# Gaststättenkonzession
Eine Gaststättenkonzession, Gastgewerbeberechtigung (Österreich), Wirtepatent (Schweiz), alt Kruggerechtigkeit, neuer und öfter Gaststätten-/ Schankerlaubnis, wird zur Eröffnung und zum Betrieb einer Gaststätte benötigt, sofern die jeweilige Rechtsordnung diesen hoheitlichen Akt verlangt. Ist so ein Akt verlangt, ist sie heute meistens eine Personalkonzession. Historisch konnte sie auch mit einem Gebäude verbunden sein; man durfte dann also Wirt werden, indem man ein Wirtshaus erwarb.

## Deutschland
Der Betrieb einer Gaststätte, genauer eines Gaststättengewerbes regelt sich nach Gaststättenrecht. Es gilt die Gewerbeordnung und – grundsätzlich – noch das Gaststättengesetz vom 5. Mai 1970 des Bundes, abgekürzt GastG, dessen § 31 wiederum auf die Gewerbeordnung verweist. Spätestens seit 1970 ist der deutschen Rechtsanwendung der Begriff einer Gaststättenkonzession fremd.
Nach § 2 bedürfte das Gaststättengewerbe also einer Erlaubnis, falls nicht nur alkoholfreie Getränke, zubereitete Speisen oder unentgeltliche Kostproben „verabreicht“ werden oder dies nicht nur an Hausgäste im Rahmen eines Beherbergungsbetrieb geschieht; daneben kennt das GastG eine erleichterte Form der Erlaubnis, nämlich die „aus besonderem Anlass“ erteilte Gestattung.
Allerdings ist mit der Föderalismusreform den Bundesländern die Hoheit im Gaststättenrecht übertragen. Einige machten davon Gebrauch und erließen eigene Gaststättengesetze, wobei oft bloß eine Anzeigepflicht geregelt ist mit der Befugnis und eventuell einer Verpflichtung der Überwachungsbehörde, den Betrieb gemäß § 35 Gewerbeordnung wegen Unzuverlässigkeit zu versagen. In den anderen Ländern gilt das alte Recht weiter.
Bereits nach dem Gaststättengesetz von 1970 waren die Länder ermächtigt, eine Erlaubnisfreiheit von Straußwirtschaften durch Rechtsverordnung selbst zu regeln.

### Versagung, Untersagung
Eine Gaststättenerlaubnis ist nach § 4 GastG (sofern anwendbar und nicht Landesrecht vor geht) zu versagen, wenn:
- der Antragsteller nicht die notwendige Zuverlässigkeit besitzt, insbesondere weil er dem Trunke ergeben ist oder besorgen lässt, dass er Unerfahrene, Leichtsinnige oder Willensschwache ausbeuten werde, dem Missbrauch geistiger Getränke, dem Glücksspiel oder der Unsittlichkeit Vorschub leisten werde oder die Vorschriften des Lebensmittelrechts, des Gesundheitsrechts, des Jugendschutzes und des Arbeitsschutzes nicht einhalten werde;
- die dem Betrieb der Gaststätte oder dem Aufenthalt der Beschäftigten gewidmeten Räume für den Betrieb insbesondere wegen des erforderlichen Schutzes der Gäste und Beschäftigten vor Gefahren für Leben, Gesundheit oder Sittlichkeit nicht geeignet sind oder den sonstigen Vorschriften für die Aufrechterhaltung der öffentlichen Sicherheit und Ordnung nicht entsprechen;
- die Gaststätte in Ansehung ihrer Lage oder ihrer Verwendung dem öffentlichen Interesse widerspricht, insbesondere schädliche Umwelteinwirkungen oder sonstige Gefahren oder Belästigungen für die Allgemeinheit besorgen lässt.

### Auflagen und Nachweise
Nach Lebensmittelhygienerecht kann ein Nachweis über die Sachkunde bzw. Schulung der gewerbetreibenden Person bzw. der Personen auf diesem Gebiet nötig sein, die im Betrieb mit Lebensmitteln umgehen.
Eine Gaststättenerlaubnis oder -gestattung kann mit Auflagen oder Bedingungen (z. B. Lärmschutz) erteilt sein.
Folgende Unterlagen wären bei der Antragstellung erforderlich:
- polizeiliches Führungszeugnis Belegart „0“, zu beantragen bei der Kommunalverwaltung
- Auskunft aus dem Gewerbezentralregister Belegart „9“, zu beantragen beim Gewerbeamt
- Pachtvertrag über die Gaststättenräume oder bei Nutzung von eigenen Räumlichkeiten Grundbuchauszug
- Nachweis über die Unterrichtung nach § 4 I Nr. 4 GastG (Anmeldung bei der IHK)
- Unbedenklichkeitsbescheinigung des Finanzamtes
- Bei Neuerrichtung, Umbau oder Erweiterung ein Grundrissplan mit Maßangabe.

Sofern Landesrecht greift, sieht es im Zuge einer dort zumindest üblichen Anzeigepflicht und Prüfung auf Gewerbeuntersagung oft ähnliche Nachweise vor.

### Gebühren
Die Gebühr für eine Gaststättenkonzession konnte früher über 10.000 € betragen, so in Rheinland-Pfalz bis zu 11.502 €. Sie setzte sich aus einem Grundbetrag und einem Flächenbetrag zusammen. Hinzu kamen Zuschläge je nach Betriebsart und Lage der Gaststätte.
Heute gilt in diesem Bereich die Europäische Dienstleistungsrichtlinie. Diese bewirkt, dass nicht der wirtschaftliche Wert einer Konzession abzuschöpfen ist, sondern der Aufwand der Behörde zu erheben ist. Dadurch ergeben sich meistens Gebühren bis zu 500 €.
Ausnahme ist das Saarland, in dem es kein Konzessionierungsverfahren mehr gibt; hier ist das Gewerbe lediglich als überwachungspflichtiges Gewerbe anzumelden (45 € zzgl. 6 € für überwachungspflichtiges Gewerbe).

## Österreich
Geregelt ist das Gastgewerberecht im Wesentlichen in der Gewerbeordnung (GewO).
Um in Österreich das Gastgewerbe auszuüben, muss man eine Gewerbeanmeldung bei der zuständigen Gewerbebehörde (Bezirksverwaltungsbehörde) erstatten. Diese erteilt dann eine Gastgewerbeberechtigung. Um dann eine Gaststätte zu eröffnen, sind auch entsprechende Betriebsanlagengenehmigungen nötig.
Ausgenommen sind nur Sonderformen wie Betrieb eines Buschenschankes und Privatzimmervermietung (bis zu zehn Betten im Rahmen der häuslichen Nebenbeschäftigung durch Mitglieder des eigenen Hausstandes, auch im Rahmen von Urlaub am Bauernhof) – diese fallen prinzipiell nicht unter gewerbliche Tätigkeit.
Die Gewerbeanmeldung in Gastgewerbe umfasst Umfang der beabsichtigten Ausübung (Ausschank von Getränken, Verabreichung von Speisen, Beherbergung) und Betriebsart (z. B. Hotel, Gasthof, Kaffeehaus, Imbissstube usw.).
Die Behörde überprüft dann die geforderten persönlichen und sachlichen Voraussetzungen.
- Persönliche Voraussetzungen[4] sind
  - die Eigenberechtigung (Volljährigkeit), Österreichische Staatsbürgerschaft und Gleichstellung (etwa EU-Bürger) und das Fehlen von Ausschlussgründen (schwerere gerichtliche Verurteilungen, Finanzvergehen, Nichteröffnung des Konkursverfahrens mangels Vermögen, gewisse Suchtmittelvergehen),
  - sowie ein Befähigungsnachweis, da das Gastgewerbe ein reglementiertes Gewerbe ist (siehe Befähigungsnachweis im Gastgewerbe, ausgenommen sind nur Sonderfälle wie Kleinimbisse bis acht Verabreichungsplätzen, Frühstückspensionen bis zehn Betten, Ausschank in Reisebussen an die Fahrgäste, Gastbetrieb auf Schutzhütten, und anderes, § 111 Abs. 2 GewO).
- Sachliche Voraussetzung[4] ist die Betriebsanlagengenehmigung

Die mit der Betriebstätte verbundene Gast- und Schankgewerbekonzession (zuletzt § 189 Abs. 1 GewO 1973), die mit dem Gebäude mitgepachtet werden konnte, wurde mit der novellierten GewO 1994 gänzlich abgeschafft (und in eine Betriebsanlagengenehmigung übergeführt).

## Schweiz
Das Wirtepatent ist ein kantonaler Fähigkeitsausweis für Gastronomie. In den Kantonen Aargau, Appenzell Innerrhoden, Bern, Basel-Landschaft, Basel-Stadt, Freiburg, Genf, Jura, Luzern, Neuenburg, Nidwalden, Obwalden, St. Gallen, Schaffhausen,  Solothurn, Tessin, Thurgau, Waadt und Wallis wird ein Wirtepatent (Fähigkeitsausweis) verlangt, um eine Betriebsbewilligung zu erhalten. Das Gastgewerbegesetz wird auf kantonaler Ebene geregelt, deshalb sind die Anforderungen für die Ausstellung des Patents verschieden. Um ein Wirtepatent zu erhalten, müssen die Bewerber mehrere Prüfungen in unterschiedlichen Bereichen wie z. B. Lebensmittelgesetz, Buchhaltung, Marketing, Gastgewerbegesetz absolvieren. Die Prüfung wird von der kantonalen Prüfungskommission abgenommen.

### Keine Patentpflicht
In einigen Kantonen gibt es keine Patentpflicht. Ein Patent ist nicht erforderlich, falls man einen Abschluss an einer Hotelfachschule hat. Die weiteren Bedingungen für die Patentausstellung ergeben sich aus den kantonalen Gastgewerbegesetzen. Im Kanton Bern beispielsweise ist eine Bewilligung in Form eines Patents nicht erforderlich für öffentliche Gastgewerbebetrieben mit weniger als 30 Sitzplätzen, für öffentliche Gastgewerbebetriebe von Spitälern und Altersheimen und für solche Betriebe, die sich außerhalb von Ortschaften im Wander- oder Skigebiet befinden und weniger als 50 Sitzplätze, sowie ein kleines Speiseangebot haben.

### Auflagen und Nachweise
Die Kantone haben wiederum verschiedene Bedingungen und Auflagen zur Ausstellung eines Patents. Damit ein Patent ausgestellt werden kann, muss der Beantragende einen guten Leumund vorweisen. Allfällige Strafregistereinträge können zur Verweigerung des Patents führen (z. B. im Kanton Bern). In bestimmten Kantonen (z. B. Kanton Aargau) setzt man Berufserfahrung in einem Gastgewerbebetrieb voraus.

### Zweck
Mit der Prüfung soll die Qualität des Gastgewerbes gesichert werden. Man will verhindern, dass Personen ein Gastgewerbe eröffnen, obwohl sie den Herausforderungen der Betriebsführung nicht gewachsen sind. Die Anforderungen in den Bereichen Hygiene, Buchhaltung und Personalwesen sind hoch. Mit den Kursen und Prüfungen wird gewährleistet, dass Betriebsführer grundlegende Kenntnisse auf diesen Gebieten mitbringen.

### Ausbildung
Je nach Kanton werden unterschiedliche Anforderungen an die Kenntnisse des Gesuchstellers gestellt. Entsprechend sind die kantonalen Prüfungen mehr oder weniger ausführlich. Im Vorfeld der Prüfung müssen Kurse besucht werden. Diese werden von verschiedenen Institutionen angeboten.

### Geschichte
Mitte der Neunzigerjahre begann man in der Öffentlichkeit zu diskutieren, ob man das Wirtepatent abschaffen sollte. Unter anderem wurde die Meinung vertreten, dass die Liberalisierung des Gastgewerbes die Qualität verbessern könnte. Auf der anderen Seite wurde befürchtet, das Gastgewerbe könnte verkommen, weil jeder die Möglichkeit hätte, ein Gastgewerbe zu eröffnen.
Die Kantone Appenzell Ausserrhoden, Glarus, Graubünden, Solothurn, Schwyz, Uri, Zug und Zürich haben seither das Wirtepatent abgeschafft. Im Kanton Basel-Stadt steht das Wirtepatent seither regelmässig zur Diskussion. Im Kanton Solothurn wurde es zum 1. Januar 2016 wieder eingeführt. In den restlichen Kantonen sind die Anforderungen bezüglich Ausbildung und Kenntnisse verschieden hoch.

### Recht
Die Voraussetzungen zur Patentsausstellung sind kantonal geregelt. Wichtige Sachbereich wie Lebensmittel- und Hygienevorschriften sind auf Bundesebene geregelt (LMG, Hygieneverordnung).